# Státní pohřeb

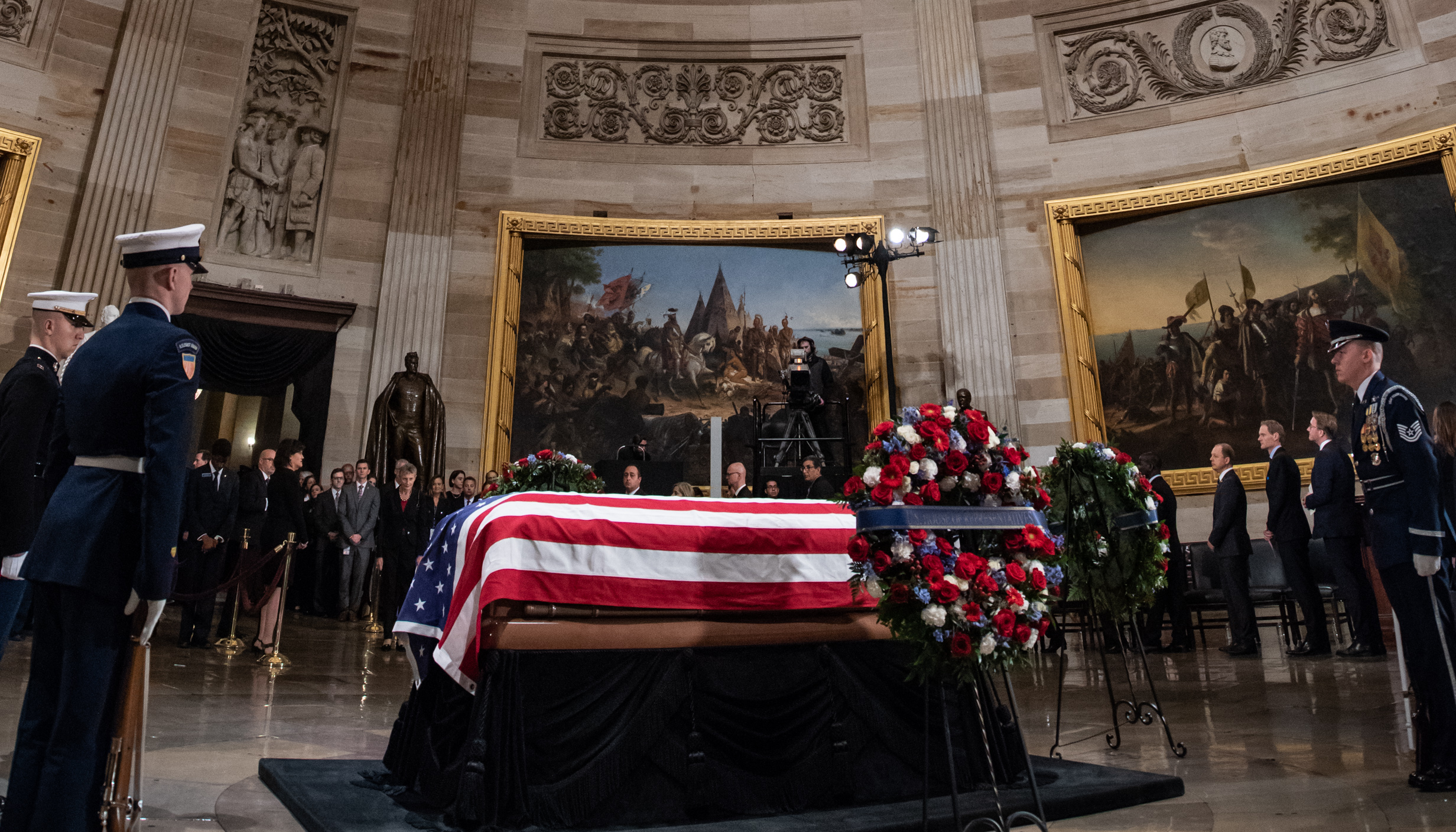
Státní pohřeb George H. W. Bushe (2018)

Státní pohřeb je slavnostní pohřeb, kterým stát vyjadřuje nejvyšší pocty při úmrtí mimořádně významné osobnosti.
O státním pohřbu obvykle rozhoduje parlament, vláda nebo nejvyšší ústavní činitelé. Samotnému obřadu zpravidla předchází veřejné vystavení rakve s čestnou stráží a smuteční průvod. Pohřeb obvykle doprovází vojenské pocty a další tradice z vojenského prostředí. Při příležitosti úmrtí tak významné osobnosti také bývá vyhlašován státní smutek.
Stát může vypravovat i jiné slavnostní pohřby, například pohřeb se státními poctami, vojenský nebo panovnický pohřeb.

## V Česku
V historii byly výjimečné pohřby vyhrazeny panovníkům, významný byl například pohřeb Karla IV. Také v moderní době byly státní pohřby vypraveny hlavám státu: pohřby prezidentů Tomáše Garrigua Masaryka (1937), Edvarda Beneše (1948), Klementa Gottwalda (1953), Antonína Zápotockého (1957), Ludvíka Svobody (1979) a pohřeb Václava Havla (2011).
Kromě státního pohřbu, určeného spíše hlavám státu, existuje také pohřeb se státními poctami, který byl v roce 2010 vypraven Otakaru Motejlovi, dále pak Karlu Gottovi (12. října 2019), Vlastě Chramostové (14. října 2019) nebo Karlu Schwarzenbergovi (2023).
České zákony se organizací státního pohřbu nezabývají, proto se pohřeb řídí zvyklostmi, obdobně jako jiné zákonem neupravené události. Nicméně se nepořádají společenské podniky a bývají vystaveny kondolenční archy k možnosti vyjádření kondolence.

## Ve světě
- Pohřeb Vladimira Iljiče Lenina
- Pohřeb Josifa Vissarionoviče Stalina
- Pohřeb Leonida Iljiče Brežněva
- Pohřeb Richarda Nixona
- Pohřeb Husajna I.
- Pohřeb Helmuta Kohla
- Pohřeb Alžběty II.

## Galerie

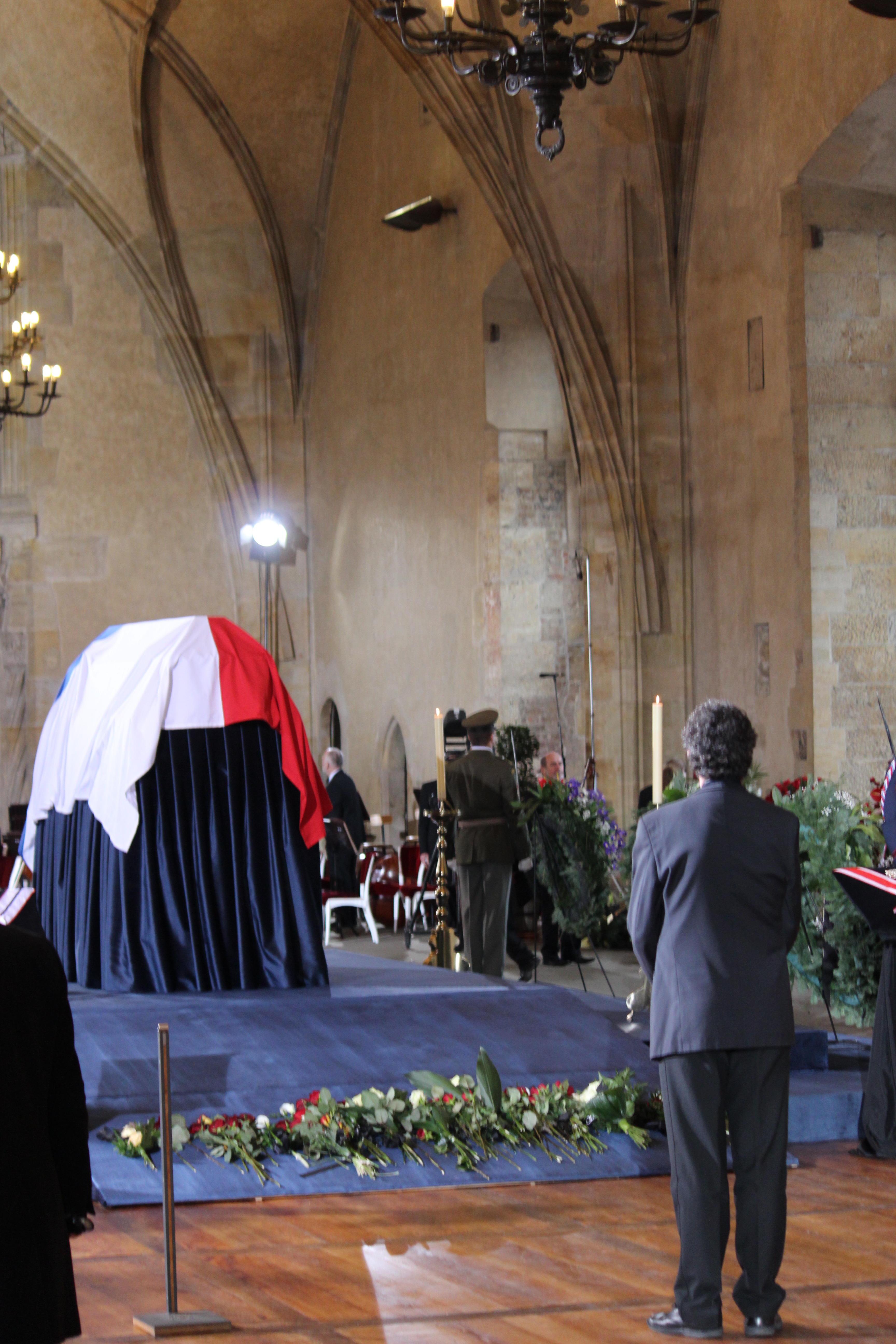
Státní pohřeb Václava Havla (2011)
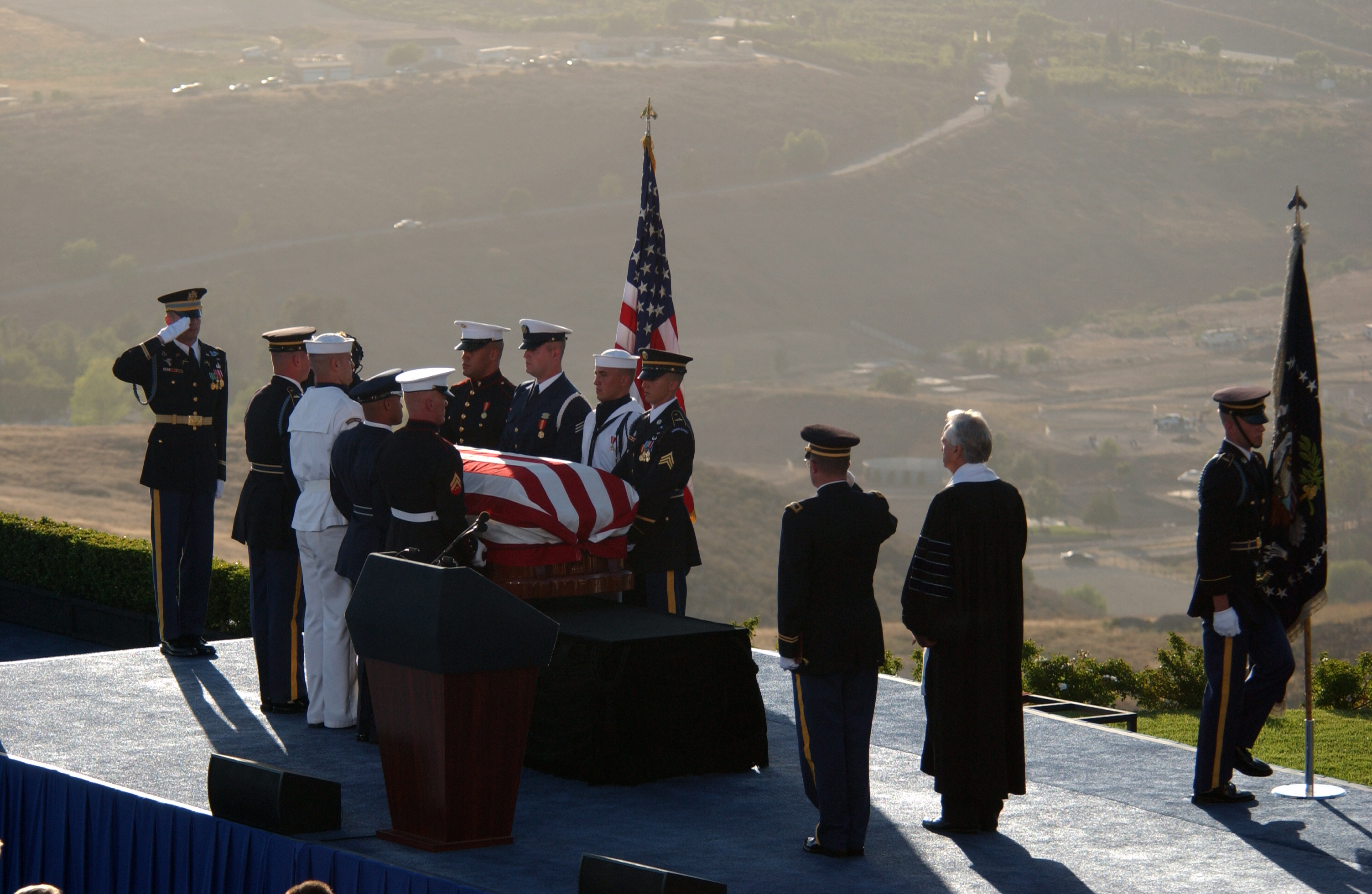
Státní pohřeb Ronalda Reagana (2004)
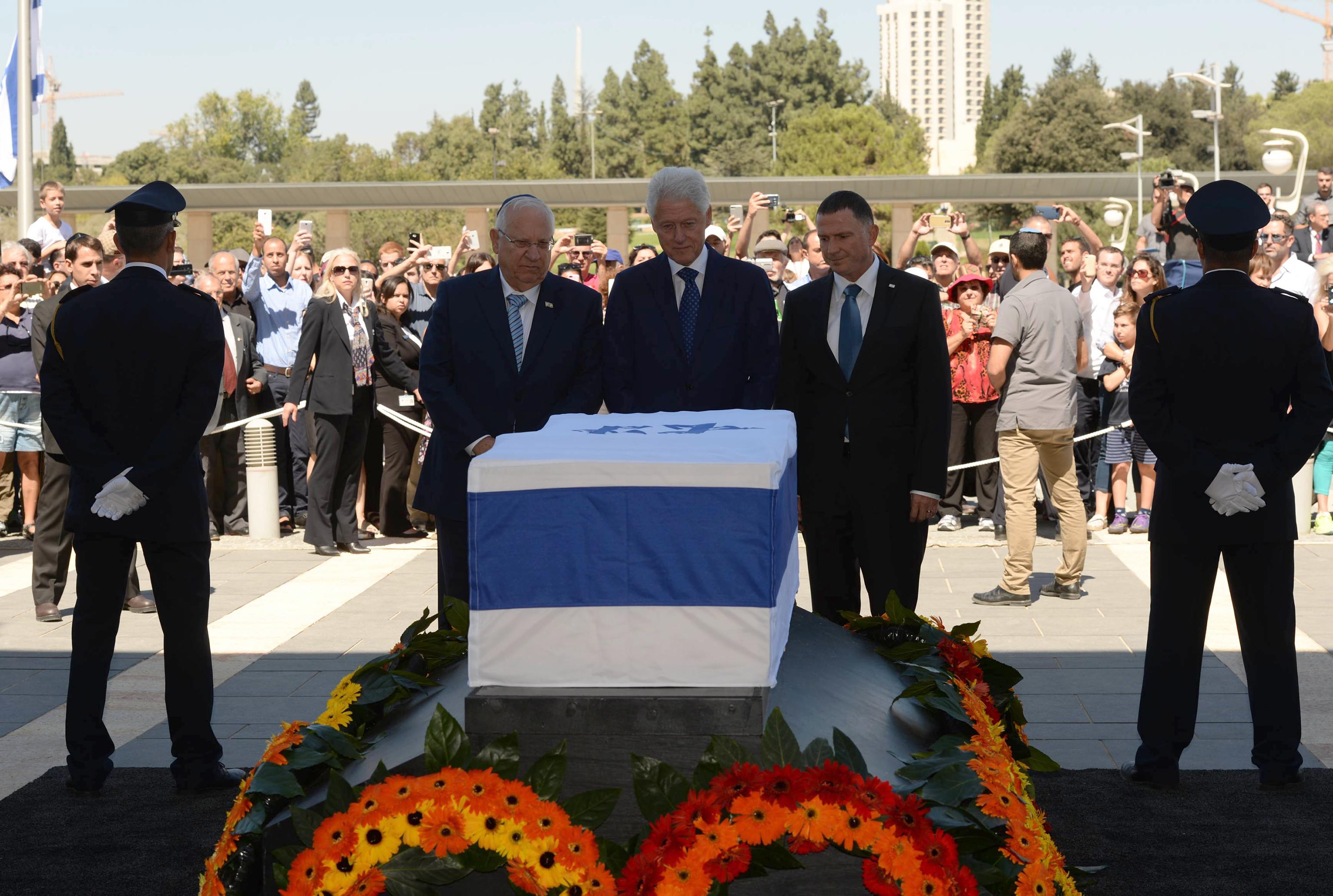
Státní pohřeb izraelského prezidenta Šimona Perese (2016)
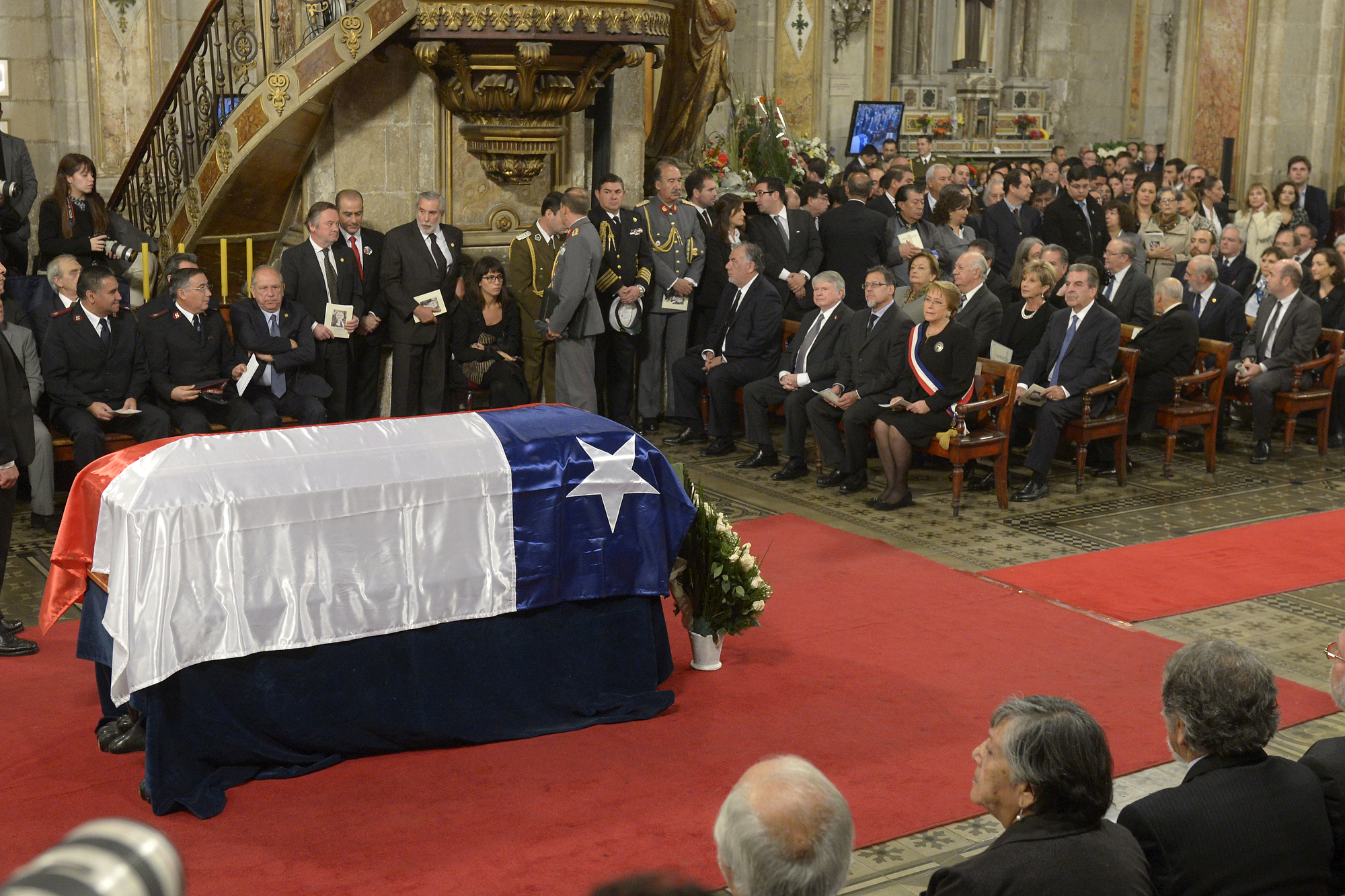
Státní pohřeb chilského prezidenta Patricia Aylwina (2016)